# Out Campaign

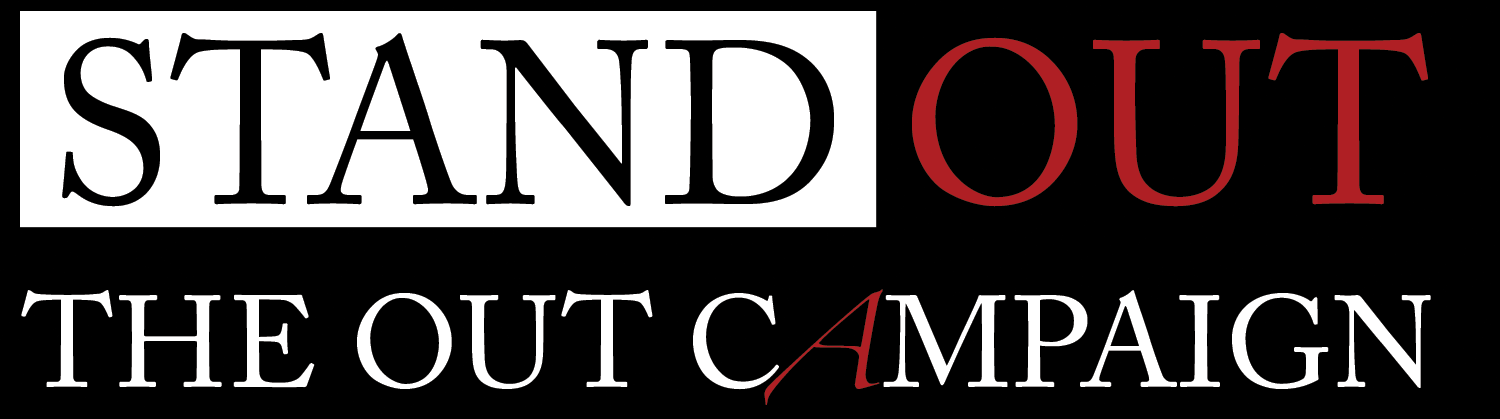
Artwork sulla manica di una T-shirt

The Scarlet 'A'

L'Out Campaign è un'iniziativa di sensibilizzazione del pubblico verso il Libero pensatore e l'ateismo, approvata dal Richard Dawkins. Tale iniziativa mira a creare un'immagine più positiva dell'ateismo, fornendo un mezzo attraverso il quale gli atei possono identificarsi con gli altri tramite la visione del simbolo della Scarlet 'A'. Tale simbolo ha lo scopo di motivare coloro che desiderano entrare a far parte della campagna ad uscire allo scoperto, ovvero a manifestare il proprio ateismo in maniera umoristica.

## Storia
Dawkins, uno dei fautori del movimento, ha sostenuto che i Movimenti per i Diritti degli Omosessuali sono stati una fonte di ispirazione per la campagna.
La campagna invita gli atei a:
- Reach out, parlare con altre persone dell'ateismo e contribuire a diffonderne una visione positiva;
- Speak out, esternare i propri pensieri, valori ed ideali atei senza sentirsi intimiditi, in modo da aiutare le persone a rendersi conto di come molte credenze sugli atei non sono altro che stereoptipi e di come questi ultimi siano un gruppo molto vario ed eterogeneo;
- Keep out, promuovere l'idea che la religione debba essere tenuta fuori delle scuole pubbliche e dal governo, e che l'agenda religiosa di nessuno dovrebbe essere utilizzata per intimidire;
- Stand out, diventare visibili nelle proprie comunità, impegnandosi e indossando la Scarlet 'A'.

La campagna produce un abbigliamento discreto che è centrato intorno alla Scarlet 'A' ed il termine 'OUT' che di solito è tipograficamente isolata dal resto della frase che contiene. La Scarlet 'A' è uno dei simboli più importanti per l'ateismo su Internet. La campagna non è destinata verso ogni singola religione, ma piuttosto al teismo in generale. Tuttavia alcune organizzazioni cristiane hanno cominciato a rispondere - la campagna è stato addirittura definito "una sveglia" (per i cristiani).
La campagna produce attualmente T-shirt, felpe, adesivo per automobili, Etichetta per camicie e magliette, e spille venduti attraverso il negozio online sul sito di Richard Dawkins, i cui proventi vanno alla Richard Dawkins Foundation for Reason and Science.
C'è anche un'applicazione Facebook per coloro che desiderano rendere pubblico agli amici il proprio 'OUT' su Facebook.